# Stazione di Lavorate
Stazione di Lavorate vasútállomás Olaszországban, Sarno településen.

## Vasútvonalak
Az állomást az alábbi vasútvonalak érintik:
- Cancello–Benevento railway

## Kapcsolódó állomások
A vasútállomáshoz az alábbi állomások vannak a legközelebb:
- Stazione di Codola
- Stazione di Sarno